# Tiffani Wood
Tiffany Jane Wood, conosciuta come Tiffani Wood (Newcastle, 8 novembre 1977), è una cantante australiana ex componente del girl group Bardot.

## Biografia
Tiffani Wood è salita alla ribalta nel 1999 con la sua audizione per il talent show Popstars, programma con la finalità di creare un girl group. Anche se inizialmente non era stata scelta come componente, è stata successivamente ripescata dopo l'espulsione di Chantelle Barry. Con le Bardot ha finito per pubblicare due album e sei singoli, tutti entrati nella top 20 della classifica australiana; Poison e Bardot, rispettivamente il singolo e l'album di debutto, hanno raggiunto il primo posto.
Dopo lo scioglimento definitivo del complesso ad aprile 2002, Tiffani Wood ha firmato un contratto da solista con l'etichetta discografica Warner Music Australia. Il suo singolo di debutto, What R U Waiting 4, è uscito nel 2004 e ha raggiunto la 27ª posizione della classifica australiana. L'album di debutto, Bite Your Tongue, è arrivato nel 2006. Tiffani Wood ha inoltre lavorato come artista di musical: nel 2007 ha preso parte a Las Vegas Confidential, mentre nel 2009 ha recitato in Valentino con Katie Underwood, un'altra ex componente Bardot.

## Discografia

### Album in studio
- 2006 – Bite Your Tongue

### Singoli
- 2004 – What R U Waiting 4
- 2005 – Devil in Your Soul
- 2006 – Spin the Bottle
- 2006 – I Touch Myself